# Gravuras rupestres do Mazouco
As Gravuras rupestres de Mazouco, também referidas como Estação com gravuras rupestres em Mazouco ou Estação com gravuras rupestres no local do Carneiro - Cabeço da Vigia, localizam-se próximo de Mazouco, na atual freguesia de Freixo de Espada à Cinta e Mazouco, no Município de Freixo de Espada à Cinta, Distrito de Bragança, em Portugal.
Na margem direita da ribeira de Albagueira, a menos de 1800 metros do rio Douro, o sítio arqueológico consiste de uma parede xistosa, onde se encontram dois painéis com arte rupestre. 
O chamado Cavalo do Mazouco, com 62 cm de comprimento, é uma deles, e foi considerado a primeira gravura ao ar livre na Europa.[carece de fontes?] A figura foi gravada "a contorno", o que sugere alguma dinâmica nas patas e algum rigor descritivo.
As Gravuras encontram-se classificadas como Imóvel de Interesse Público desde 1983.